# 서현승
서현승(1975년 ~)은 대한민국의 뮤직비디오 감독이다. 서울예술대학교 방송 연예과를 졸업한 후 1998년 젝스키스의 로드파이터 뮤직비디오를 연출하며 감독 데뷔를 했다. 이후 2001년 서현승 감독이 연출한 드렁큰타이거의 Good Life와 자우림의 파애가 각각 엠넷 아시안 뮤직 어워드 힙합 락 부문 뮤직비디오상을 받으면서 뮤직비디오 감독으로 명성을 얻기 시작했다. 2002년 기존 YG엔터테인먼트 뮤직비디오를 감독하고 있었던 홍종호 감독이 양현석과의 불화로 갈라서자 대신 YG 패밀리의 YMCA 야구단의 뮤직비디오 연출을 맡게 되었다. 이후로 YG엔터테인먼트 가수들의 뮤직비디오를 주로 담당하고 있다.

## 뮤직비디오

### 1998
- 젝스키스 - 로드 파이터
- 젝스키스 - 커플[1]

### 1999
- 드렁큰타이거 - 너희가 힙합을 아느냐
- 고호경 - 처음이었어요

### 2000
- 델리스파이스 - 고양이와 새에 관한 진실[1]
- O-24 - BLIND FAITH
- 고호경 - 좋은 사람 있으면 소개시켜줘
- mp hiphop - 초
- 드림팩토리(이승환) - 착한 내친구
- 이현도 - 삐에로

### 2001
- 자우림 - 파애[1][2]
- 주석 - Lastman Standing[1]
- 드렁큰타이거 - Good Life[1]
- 드렁큰타이거 - Is ack hezay
- 디베이스 - 모든것을 너에게
- 김윤아 - 담
- DJ soulscape - story feat. Leo KeKoa
- 윤희중 - my life
- CB MASS - 서울 블루스

### 2002
- 박정현 - 꿈에[3]
- 롤러코스터 - LAST SCENE[1]
- 리쌍 - rush
- 주석 - 무한대
- Q.big - turn
- Q.big - 체념
- ONE SUN - 꼬마 달건이
- YG 패밀리 - YMCA 야구단
- YG 패밀리 - 멋쟁이 신사

### 2003
- 체리필터 - 오리날다
- 박정현 - 앤
- 이효리 - 10 Minutes[1]
- 김진표 - 악으로[1]

### 2004
- HANNA - Bounce[4]
- MC몽 - 180˚[5]
- 자우림 - 하하하쏭[6]
- Mr.Kim - 담백하라
- 지누션 - 전화번호
- 김진표 - 시간을 찾아서 (영화 늑대의 유혹 영상. 편집만 참여)
- 김윤아 - 야상곡

### 2005
- LEXY - 눈물씻고 화장하고
- LEXY - Boom di boom di
- SE7EN - Crazy[6]
- 박정현 - 달[6]
- 휘성 - Goodbye Luv
- Side-B - Just do it
- Side-B - A-OK
- 45RPM - 리기동
- 스토니 스컹크 - Ragga Muffin
- 패닉 - 로시난테
- 원타임 - 니가 날 알어?

### 2006
- 이효리 - Get Ya'
- 이효리 - Shall We Dance?
- SE7EN - 난 알아요
- 김진표 - 사랑 따위
- 다이나믹 듀오 - Let's go

### 2007
- 다이나믹 듀오 - 출첵
- 다이나믹 듀오 - 복잡해
- Nell - It's Okay

### 2008
- 이효리 - Hey Mr. Big
- YMGA - Tell it to my heart
- 빅뱅 - Oh my friend
- 태양 - 기도
- 엄정화 - D.I.S.C.O
- 마이티 마우스 - 사랑해 (Feat. 윤은혜)
- 선하 - 샨티샨티

### 2009
- 2NE1 - Fire[7]
- 2NE1 - Fire[7]
- 태양 - Where U At
- 빅뱅 - MA GIRL
- 승리 - Strong baby
- G-Dragon - Heartbreaker
- G-Dragon - Breathe

### 2010
- T.O.P - Turn It Up[8]
- 2NE1 - 날 따라 해봐요[7]
- 2NE1 - Can't Nobody[7]
- 2NE1 - 박수쳐[9]
- GD&TOP - High High[10]
- SE7EN - Better Toghter[11]
- 태양 - I Need A Girl
- 빅뱅 - Tell Me Goodbye

### 2011
- GD&TOP - 뻑이가요[12]
- 2NE1 - 내가 제일 잘 나가[13]
- AA - 미쳐서 그래[14]

### 2012
- 빅뱅 - FANTASTIC BABY[15]
- G-Dragon - ONE OF A KIND[16]
- G-Dragon - 크레용 (CRAYON)[17]
- 2NE1 - I love you[18]

### 2013
- 2NE1 - Do You Love Me
- CL - 나쁜 기집애[19]
- G-Dragon - 쿠데타 (COUP D’ETAT)[20]
- T.O.P - 둠 다다
- 태양 - 링가링가

### 2014
- WINNER - 공허해
- 2NE1 - CRUSH

### 2015
- 빅뱅 - BAE BAE
- 빅뱅 - 뱅뱅뱅 (BANG BANG BANG)
- GD&TOP - 쩔어
- iKON - 리듬 타
- B.I&BOBBY - 이리오너라
- iKON - 덤앤더머

### 2016
- 블랙핑크 - 붐바야[21]
- 블랙핑크 - 불장난[22]
- 빅뱅 - 에라 모르겠다

### 2017
- 블랙핑크 - 마지막처럼[23]
- iKON - 블링블링 (BLING BLING)
- 위키미키 - I don’t like your Girlfriend

### 2018
- 위키미키 - 라라라 (La La La)
- 블랙핑크 - 뚜두뚜두[24]
- 송민호 - 아낙네 (FIANCÉ)
- WINNER - 밀리언즈 (MILLIONS)[25]

### 2019
- 블랙핑크 - Kill This Love

### 2020
- 블랙핑크 - How You Like That
- 블랙핑크 - Ice Cream
- 블랙핑크 - Lovesick Girls
- 트레저 - 음 (MMM)

### 2021
- 리사 - LALISA

## 수상 내역
- 2005 Mnet KM Music Festival - 뮤직비디오 감독상[26]
- 2010 Mnet Asian Music Award - 뮤직비디오 감독상[27]
- 2013 Mnet Asian Music Award - 베스트뮤직비디오상[28]